# Union malienne du Rassemblement démocratique africain
L'Union malienne du Rassemblement démocratique africain (UM-RDA) est un parti politique malien. Il est fondé en 2010 de la fusion de l'Union soudanaise – Rassemblement démocratique africain et du Bloc pour la démocratie et l'intégration africaine.
Il remporte deux sièges aux élections législatives maliennes de 2013.
Aux élections législatives maliennes de 2020, un siège est remporté par l'UM-RDA[réf. souhaitée].